# 신동일 (영화 감독)
신동일(1968년~ )는 대한민국의 영화 감독이다. 2001년 단편영화 《신성 가족》을 연출하면서 영화계에 데뷔하였다.

## 학력
- 고려대학교 독어독문학과 졸업

## 경력
- 2009년 제3회 서울국제가족영상축제 국내경쟁부문 심사위원

## 수상
- 2006년 시애틀 국제영화제 뉴디렉터스 경쟁부문 심사위원상 (방문자)
- 2009년 제31회 낭트 3대륙영화제 최우수 작품상
- 2009년 제4회 한불영화제 특별상
- 2009년 제10회 전주국제영화제 관객평론가상
- 2009년 제10회 전주국제영화제 CGV 한국장편영화 개봉지원상

## 작품
- 《신성 가족》 (2001년)
- 《방문자》 (2005년)
- 《노이로제》 (2005년)
- 《어둠 속에서》 (2005년)
- 《나의 친구, 그의 아내》 (2008년)
- 《반두비》 (2009년)
- 《시선 너머》 (2011년)